# Chilikadrotna
La rivière Chilikadrotna est un cours d'eau d'Alaska, aux États-Unis situé dans le borough de Lake and Peninsula. C'est un affluent de la rivière Mulchatna elle-même affluent du fleuve Nushagak.

## Description
Longue de 55 milles (89 km), elle prend sa source dans le parc national et réserve nationale de Lake Clark et coule en direction de l'ouest pour rejoindre la rivière Mulchatnadu à 55 milles (89 km) de Nondalton.

## Sources
- (en) « Chilikadrotna », Geographic Names Information System